# 이사벨 아옌데

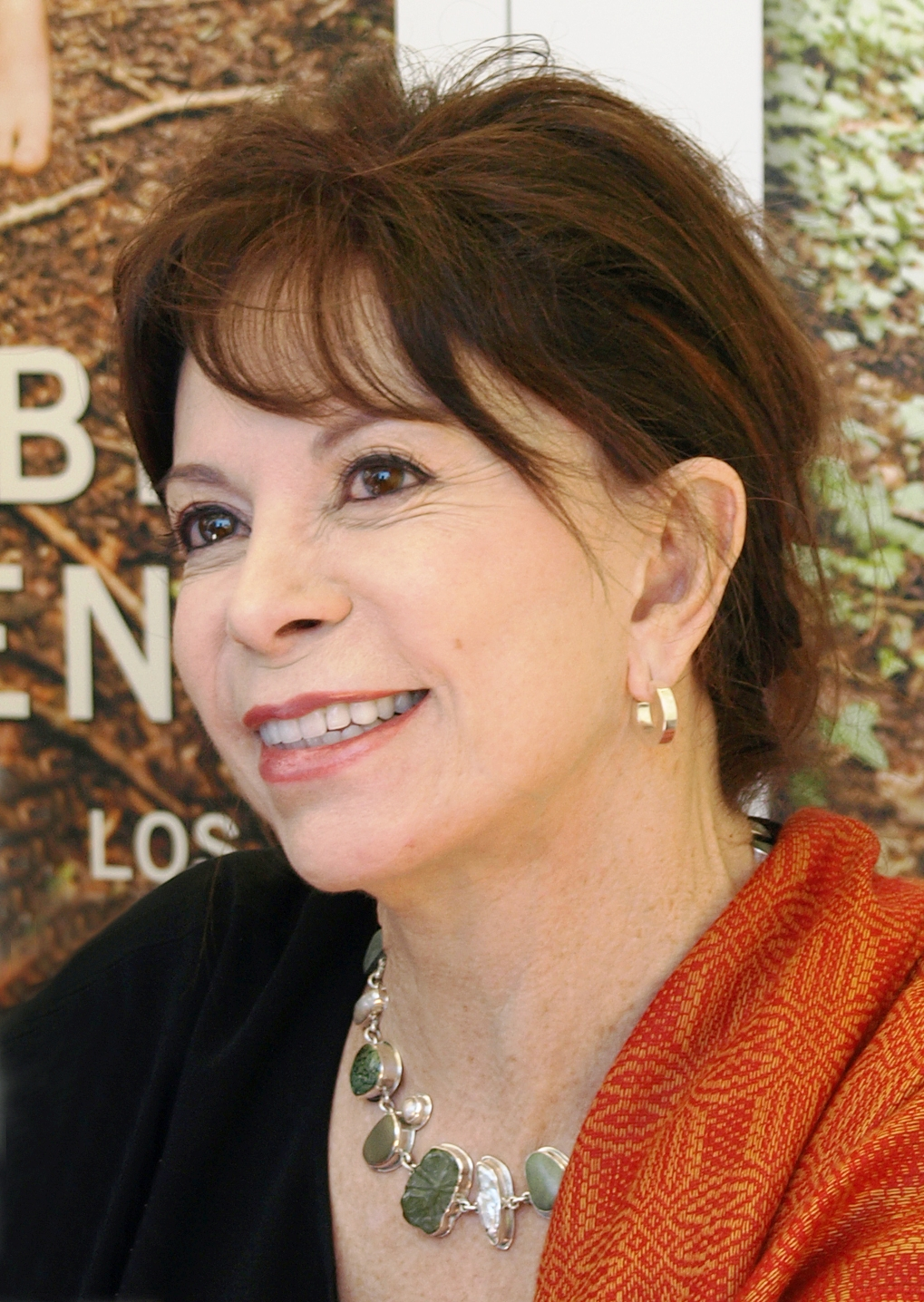
이사벨 아옌데

이사벨 아옌데 요나(스페인어: Isabel Allende Llona, 1942년 8월 2일 ~ )는 칠레 출신의 여성 언론인·소설가이다. 현재 미국 국적으로 미국을 중심으로 활동하고 있는 라틴 아메리카의 대표적인 여성 작가이다. 칠레의 대통령을 지낸 살바도르 아옌데의 친척으로도 알려져 있다.
페루 리마에서 태어났다. 당시 그의 부친 토마스 아옌데는 페루 주재 칠레 대사관에서 근무하던 외교관이었으며, 후에 대통령이 되는 살바도르 아옌데의 사촌이다. 흔히 이사벨과 살바도르 아옌데는 삼촌 관계로 알려져 있으나, 그의 부친과 살바도르 아옌데가 사촌 관계이기 때문에, 살바도르 아옌데는 이사벨 아옌데의 오촌 당숙부가 된다. 스페인어에서는 친밀한 관계에서는 삼촌과 오촌을 구별하지 않고 똑같이 "tío"/"tía"라 부르기 때문에, 다른 언어권에 그들이 삼촌과 친조카의 관계로 잘못 전해진 것이라고 한다.
1945년, 이사벨 아옌데는 모친을 따라 고국 칠레로 돌아갔다. 그 후로도 여러 나라를 돌며 지냈다. 번역 일에 종사하며 여러 언론사에서 근무하다 1973년 쿠데타로 살바도르 아옌데 대통령이 축출된 후 군부 독재가 계속되자 베네수엘라로 망명하였다. 1981년 외할아버지가 위독하다는 소식을 알게 되었고, 그때 편지를 쓴 것이 계기가 되어 가족과 관계된 소설을 쓰는 작가의 길로 접어들게 되었다. 1982년 칠레의 역사와 한 가족의 여러 세대에 걸친 가족사를 소재로 한 《영혼의 집》을 출간하여 유명 작가가 되었다. 1987년 미국으로 이주하여 미국인 남성과 재혼했다. 그의 작품은 라틴 아메리카를 중심으로 한 마술적 사실주의의 작풍으로 널리 알려져 있으며, 환상적·신화적 요소를 사실주의적 소설로 투영하였다. 또한 기존 남성 중심 권위에 도전한 여성주의적 역할을 중시했다.

## 작품 목록
- 영혼의 집
- 운명의 딸
- 세피아빛 초상
- 에바 루나
- 사랑과 어둠에 관하여
- 파울라